# 沼津御用邸
沼津御用邸（ぬまづごようてい）は、明治期から昭和中期まで利用されていた御用邸。1893年（明治26年）7月、大正天皇（当時は皇太子）の静養のため 、静岡県駿東郡楊原村（現・沼津市）の島郷御料林内に造営された。1969年（昭和44年）12月に廃止され、翌年7月に沼津御用邸記念公園が開設され、現在に至っている。

## 概要

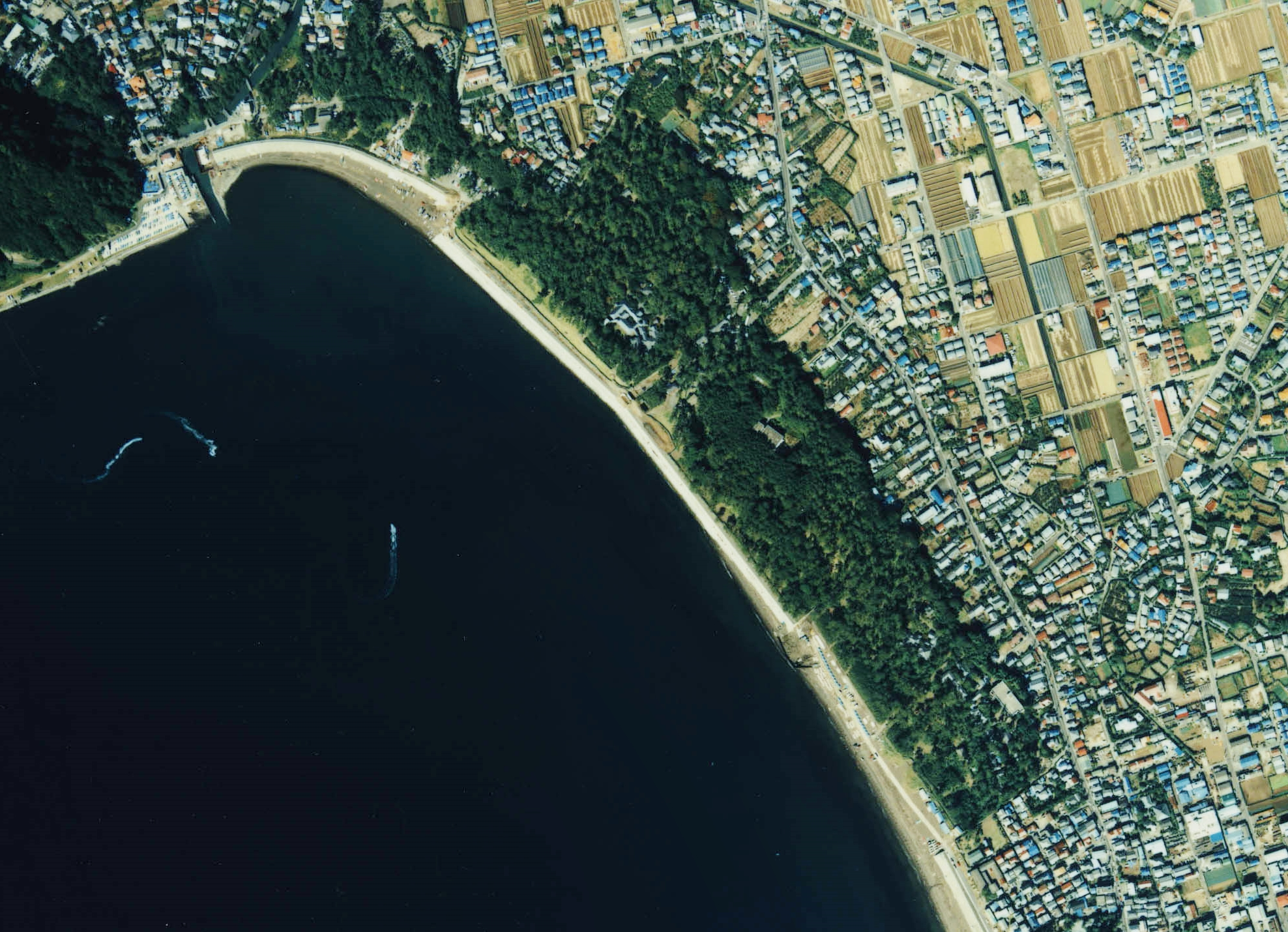
沼津御用邸周辺の空中写真。1988年撮影。
。

敷地面積は104,402.1平方メートルで、千本松原に連なる広大な松林と駿河湾に面した砂浜の中にある。明治時代、周辺には大山巌や西郷従道、大木喬任など元勲の別荘も存在していた。北北西の方向に富士山が見える風光明媚、かつ温暖な地である。
1945年（昭和20年）7月、沼津大空襲で本邸を焼失し、1969年（昭和44年）12月に廃止され、沼津市へ移管される。そして翌年1970年（昭和45年）7月、残された東附属邸と西附属邸を中心として周囲の緑地と共に、沼津市が沼津御用邸記念公園として開設した。1994年（平成6年）には第125代天皇上皇明仁が行幸した。
現在でも市民などの憩いの公園となっており、また海岸沿いを走る国道414号から近く交通の便も良い。市民らからは公園地域共々「御用邸」と呼ばれて親しまれている。

## 備考
- 明治中期から昭和初期にかけ、沼津は有数の避寒用途の別荘地であった。政財界要人の別荘地として格別の配慮を受けた結果、東海道本線や国道1号等の交通の便が向上した。これは後の沼津市の発展にも大きく寄与している。

- 昭和天皇は生後70日からの幼少の折、当御用邸で育った。このため思い入れも少なからずあった模様で、即位後も度々訪れていた。沼津市に移管する直前にもお別れのために訪れている。

- 1927年（昭和2年）9月、東富士演習場で行われた陸軍演習に参加した昭和天皇の行在所となった[6]。

- 第二次世界大戦当時は、この付近も重点的に爆撃され、また付近が砂地でもあったために投下された爆弾が爆発せずに砂にめり込んでいた事もあったという。
1970年代頃までは度々不発弾騒動があり、1950年代には付近で遊んでいた市民が不発弾で負傷した事故も何度かあったようで、学校教育の一環でこの付近を訪れる際には、引率教員から不審物はみだりに触らないよう、児童・生徒らに注意が成される事も1970年代末までは多かった。

- 東附属邸第1学問所は、将棋のヒューリック杯棋聖戦の対局会場として使用されることがある[7]。